# 普雷河畔圣乔治
普雷河畔圣乔治（法語：Saint-Georges-sur-la-Prée，法語發音：[sɛ̃ ʒɔʁʒ syʁ la pʁe]）是法国谢尔省的一个市镇，属于维耶尔宗区。

## 地理
普雷河畔圣乔治（47°13'33"N, 1°56'12"E）面积22.83 平方千米，位于法国中央-卢瓦尔河谷大区谢尔省，该省份为法国中部省份，北起卢瓦雷省，西接卢瓦-谢尔省和安德尔省，南至克勒兹省，东南接阿列省，东临涅夫勒省。
与普雷河畔圣乔治接壤的市镇（或旧市镇、城区）包括：当皮埃尔昂格拉赛、热努伊、马赛、谢尔河畔梅里、圣伊莱尔德库尔、泰尼乌、马赖。

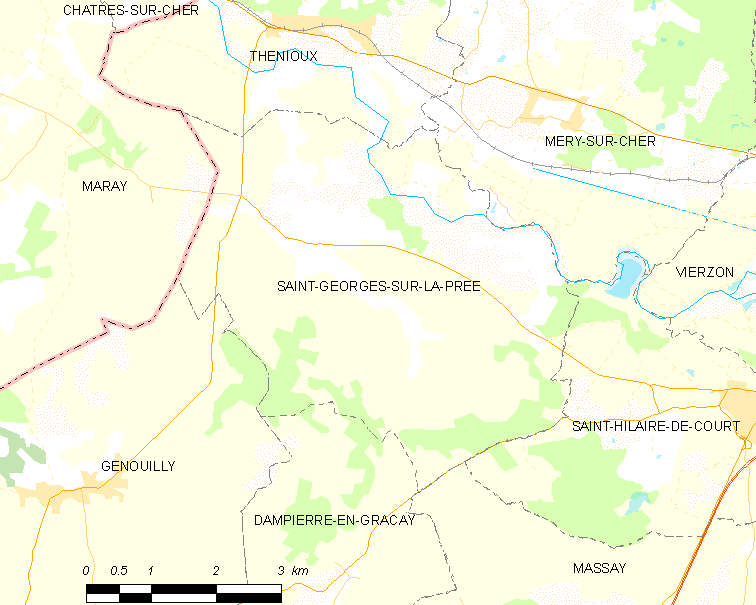
普雷河畔圣乔治的OSM定位图

普雷河畔圣乔治的时区为UTC+01:00、UTC+02:00（夏令时）。

## 行政
普雷河畔圣乔治的邮政编码为18100，INSEE市镇编码为18210。

## 政治
普雷河畔圣乔治所属的省级选区为维耶尔宗第二县。

## 人口

1962-2008年间普雷河畔圣乔治人口变化图示

普雷河畔圣乔治于2022年1月1日时的人口数量为595人。